# موزه صنایع دستی (اراک)
موزه صنایع دستی یکی از موزه‌های شهر اراک است که در سال ۱۳۸۳ در خانه حسن‌پور افتتاح گردید و در سال ۱۳۹۸ از خانه حسن‌پور به قلعه وکیل منتقل شد.

## بخش‌های موزه و گنجینه آن
موزهٔ صنایع دستی قلعه وکیل تعداد ۲۵۰ اثر شاخص از صنایع دستی هنرمندان استان مرکزی را در خود جای داده است. از جملهٔ این آثار می‌توان به فرش دستباف، گلیم، آثار قلمزنی، آثار چوبی، تابلو فرش و تابلو خطاطی اشاره کرد. 
این موزه از ۵ بخش تشکیل شده‌است:
- بخش خط و خطاطی: در این بخش آثار خوشنویسی و تذهیب هنرمندان معاصر استان مرکزی به نمایش گذاشته شده‌است.
- بخش سفال، آبگینه و سرامیک:در این بخش آثار مختلف از انواع ظروف سفالی، آبگینه و سرامیک دیده می‌شود.
- بخش دستبافت‌های سنتی (گلیم و فرش): در این بخش نمونه‌هایی از فرش ساروق و همچنین گلیم نقش برجسته خمین و دیگر فرشها دیده می‌شود
- بخش صنایع فلزی و آثار حجمی: در این بخش آثار قلمزنی هنرمندان اراکی روی مس،ملیله کاری زنجان، ورشوسازی و برنج سازی بروجرد و دیگر آثار ساخته شده با فلز دیده می‌شود.
- بخش صنایع چوبی و منسوجات:  در این بخش آثار چوبی منبت و معرق و انواع البسه سنتی از هنرمندان استان مرکزی و مناطق دیگر ایران به نمایش درآمده‌است.